# 寧豬狗
宁猪狗（?—?），中国元朝山丹州（今甘肃省山丹县）人。
宁猪狗的母亲年纪已经七十余岁，患上了风疾之病，服药不能奏效，宁猪狗于是割大腿肉给母亲吃，据说他母亲就好了。一年后再次发作，不能走了，猪狗亲手把屎把尿，护视很周道，制作板舆载上母亲，夫妇一起抬着，走到田园游玩。后来其母去世，居丧有礼，被乡闾称道。

## 传記資料
- 《元史》卷一百九十七 列傳第八十四 孝友一